# ألبرت بنجامين سيمبسون
ألبرت بنجامين سيمبسون (بالإنجليزية: Albert Benjamin Simpson) هو داعية أمريكي، ولد في 15 ديسمبر 1843 في نيويورك في الولايات المتحدة، وتوفي في 29 أكتوبر 1919.

## وصلات خارجية
- ألبرت بنجامين سيمبسون على موقع الموسوعة البريطانية (الإنجليزية)
- ألبرت بنجامين سيمبسون على موقع ميوزك برينز (الإنجليزية)